# Casearia zeylanica
Casearia zeylanica är en videväxtart som först beskrevs av Joseph Gaertner, och fick sitt nu gällande namn av Thw.. Casearia zeylanica ingår i släktet Casearia och familjen videväxter. Inga underarter finns listade i Catalogue of Life.